# هنري هازليت
هنري هازليت (بالإنجليزية: Henry Hazlitt)‏ (1894-1993) فيلسوف ليبرتاري واقتصادي وصحفي أمريكي، عمل للوول ستريت جورنال، ونيورك تايمز ونيوزويك، وعدد آخر من الصحف والمجلات. صنف عددا كبيرا من الكتب، أشهرها كتاب «الاقتصاد في درس واحد».
يعد هازلت من أتباع المدرسة النمساوية للاقتصاد وأحد أهم ناشري أفكارها باللغة الإنجليزية (وتحديدا في أمريكا)، وينسب إليه جزء من النجاح الذي اكتسبه كتاب فريدريك هايك الطريق إلى الرق.

## مسيرته المهنية

### إنجازات مبكرة
بدأ هازليت حياته المهنية في صحيفة وول ستريت جورنال كسكرتير لرئيس التحرير الإداري عندما كان لا يزال مراهقًا، وبدأ اهتمامه بمجال الاقتصاد أثناء عمله هناك. قادته دراساته إلى «منطقية الاقتصاد السياسي» لمؤلفه فيليب ويكستيد، الذي قال فيما بعد إنه كان أول «تأثير هائل» له في هذا الموضوع. نشر هازليت كتابه الأول «التفكير كعلم» في سن الحادية والعشرين.

### الخدمة العسكرية
إبّان الحرب العالمية الأولى، خدم في الخدمة الجوية للجيش. أثناء إقامته في بروكلين، جُند في مدينة نيويورك في 11 فبراير 1918، وخدم في قسم الطيران في سلاح الإشارة للمجندين الاحتياط حتى 9 يوليو 1918. كان بعدها في الكلية الأمريكية للطيران العسكري في برينستون بولاية نيوجيرسي حتى 22 أكتوبر، عندما أرسِل إلى معسكر ديك في دالاس بولاية تكساس لبضعة أسابيع حتى السابع من نوفمبر، وخرج بشرف من الخدمة برتبة جندي من الدرجة الأولى في 12 ديسمبر 1918. عاد إلى نيويورك، مقيمًا في واشنطن سكوير بارك لسنوات عديدة.

### محررًا ومؤلفًا
في أوائل عشرينيات القرن العشرين، كان محررًا ماليًا في صحيفة نيويورك إيفننغ ميل، وأثناء هذه الفترة، ذكر هازليت أن فهمه للاقتصاد كان أكثر تنقيحاً من خلال مناقشات متكررة مع بروفيسور الاقتصاد السابق في جامعة هارفارد، بنيامين أندرسون، الذي كان يعمل آنذاك لصالح بنك تشيس الوطني في مانهاتن. في وقت لاحق، عندما اقترحت شركة النشر «دبليو. دبليو. نورتون» كتابة سيرة ذاتية رسمية لكاتبهم بيرتراند راسل؛ أمضى هازليت «وقتًا طويلًا»، كما وصفه، مع الفيلسوف الشهير. أعجِب اللورد راسل جدًا بموهبة الصحفي الشاب» حتى أنه وافق على اقتراح نورتون، ولكن المشروع انتهى بعد ما يقارب عامين من العمل، بعد إعراب راسل عن نيته في كتابة سيرته الذاتية.
خلال العقود ما بين الحربين، وهي فترة حيوية في تاريخ الأدب الأميركي، عمل هازليت محررًا أدبيًا لصحيفة «نيويورك سن» من عام 1925 حتى عام 1929، وكمحرر أدبي للمجلة ذات التوجه اليساري «ذا نيشن» من عام 1930 لغاية عام 1933. فيما يتعلق بعمله في مجلة ذا نيشن، حرر هازليت أيضًا برنامجًا عمليًا لأميركا عام 1932، وهو عبارة عن تجميع لاعتبارات سياسة أزمة الكساد الكبير، ولكنه كان من بين الأقلية المطالبين بحد التدخل الحكومي في الاقتصاد. ترك هازليت المجلة بعد سلسلة من المناقشات العامة مع الاشتراكي لويس فيشر.
في عام 1933، نشر هازليت كتاب «تشريح النقد»، وهو «حوار ثلاثي» موسع يدرس طبيعة النقد والتقدير الأدبي، الذي يعتبره البعض تفنيدًا مبكرًا للتفكيك الأدبي. وفي نفس العام، أصبح خليفة هنري لويس منكن المختار كمحرر للمجلة الأدبية «ذا أمريكان ميركري»، التي أسسها منكن مع جورج جان ناثان، ونتيجة لهذا التعيين؛ أضافت مجلة «فانيتي فير» هازليت بين الذين أشادوا بصورتها الفوتوغرافية الاعتيادية، «قاعة المشاهير». بسبب الخلافات المتزايدة مع الناشر ألفرد أ. كنوبف سينيور، عمل هازليت في هذه المهنة لفترة وجيزة فقط، ولكن منكن كتب أن هازليت كان «الناقد الكفء الوحيد للفنون والذي سمعت أنه كان بنفس الوقت خبيرًا اقتصاديًا كفؤًا، وذا تدريب عملي ونظري أيضًا»، وأضاف أنه «أحد الاقتصاديين القلائل في تاريخ البشرية الذين يستطيعون الكتابة حقًا».
في الفترة من 1934 إلى 1946، كان هازليت كاتب التحرير الرئيسي في المالية والاقتصاد لصحيفة نيويورك تايمز، إذ كان يكتب عمودًا أسبوعيًا موقّعًا وأغلب المقالات الافتتاحية غير الموقّعة عن الاقتصاد، منتجًا قدرًا كبيرًا من العمل. في أعقاب الحرب العالمية الثانية، دخل في نزاع مع آرثر سولزبرجر، ناشر صحيفة نيويورك تايمز، حول نظام بريتون وودز المُنشأ حديثًا والذي أنشأ البنك الدولي وصندوق النقد الدولي. عارض هازليت اتفاق بريتون وودز، خشية خطر التضخم في المقام الأول. بعد موافقته على عدم كتابته عن الموضوع، بحث عن مكان آخر لعمله، ليقرر العمل مع مجلة نيوزويك، التي كتب لها عمودًا موقّعًا بعنوان «بزنس تايدز» أي أمواج التجارة، من عام 1946 إلى عام 1966.

## حياته الشخصية
ولد هنري لوالديه ستيوارت كلارك وبيرثا (زونر) هازليت في 28 نوفمبر 1894 في فيلادلفيا في بنسلفانيا. كانوا يقيمون في شارع 819 نورث برود ستريت في فيلادلفيا. كانت عائلة هازليت في الأصل من إنجلترا، على الرغم من أن جدته والدة أبيه كانت من أيرلندا. كان أجداده من جهة أمه من المهاجرين الألمان. توفي والد هنري، وهو كاتب، بمرض السكري عندما كان هنري في أشهره الخمسة الأولى. تزوجت والدته بيرثا من فريدريك إي بيبيس، الذي كان يعمل في التصنيع، وأقاموا في بروكلين، حيث نشأ هنري. يُذكر أن هنري مدرج في التعداد السكاني لولاية نيويورك عام 1905 باسم هنري إس بيبيس، وهو مدرج تحت وصية فريدريك باسم هنري هازليت بيبيس، ابن فريدريك المتبنى. توفي زوج أمه عام 1907، تاركًا هنري ليساند أمه، وربما مؤديًا بذلك إلى الطموح الذي مكنه من العمل في صحيفة وول ستريت جورنال بينما كان لا يزال مراهقًا.
في عام 1929، تزوج هازليت من فاليري إيرل، ابنة المصور الشهير ومخرج استوديو فيتاغراف ويليام بي إس. إيرل. تزوجا بواسطة وزير السلام جون هاينز هولمز، ولكنهما انفصلا لاحقًا. في عام 1936، تزوج فرانسيس كانيس، مؤلفة «الكتاب المقدس الموجز»، والتي تعاون معها هنري لاحقًا لإنتاج أنثولوجيا للفلاسفة الرواقيين، بعنوان «حكمة الرواقيين: مختارات من سينيكا، وإبيكتيتوس، وماركوس أوريليوس» عام 1984. استمر زواجهما حتى وفاة فرانسيس عام 1991.
توفي هازليت عن عمر يناهز 98 عامًا في فيرفيلد، بولاية كونيتيكت. كان يقيم في ويلتون بولاية كونيتيكت في فترة وفاته.

## تركته
كان هازليت كاتبًا غزير الإنتاج، إذ ألف خمسة وعشرين عملًا خلال حياته.
في عام 1981، نادى الرئيس رونالد ريغان في خطابه أمام مؤتمر العمل السياسي المحافظ، هازليت باعتباره أحد «الزعماء المفكرين» (إلى جانب فريدريش هايك، لودفيج فون ميزس، ميلتون فريدمان، راسيل كيرك، جيمس بيرنهام، وفرانك ماير) الذين «شكلوا الكثير من أفكارنا...».
قال لودفيج فون ميزس في عشاء تكريمًا لهازليت: «في هذا العصر من النضال العظيم من أجل الحرية والنظام الاجتماعي الذي يمكن أن يعيش فيه الرجال أحرارًا، أنت زعيمنا. قاتلت بلا كلل ضد التقدم التدريجي للقوى المتلهفة على تدمير كل ما خلقته الحضارة الإنسانية على مدى قرون طويلة... أنت الضمير الاقتصادي لبلادنا وأمتنا».

### مؤسسة هنري هازليت
في الفترة الممتدة من عام 1997 إلى 2002، كانت هناك منظمة تسمى مؤسسة هنري هازليت التي عملت بنشاط على تعزيز التواصل الشبكي الليبرالي عبر الإنترنت، وخاصة من خلال الموقع الإلكتروني Free-Market.Net. سميت هذه المنظمة على شرف هازليت لأنه كان معروفًا بتقديمه مجموعة واسعة من الأشخاص للأفكار الليبرالية من خلال كتاباته ولمساعدة مؤيدي free-market على التواصل فيما بينهم. بدأت المؤسسة بعد وفاة هازليت ولم يكن لها أي علاقة رسمية بتركته.

### مركز هازليت للسياسة
في 1 مارس 2019، أعلنت منظمة الشباب الأمريكي للحرية عن إطلاق مركز هازليت للسياسة «لتزويد المسؤولين المنتخبين في المنظمة بتشريعات وحقائق واستراتيجيات حديثة لمنحهم القوة الإضافية التي يحتاجون إليها لكي يكونوا مشرعين حرية فعالين».

## وصلات خارجية
- كتاب «الاقتصاد في درس واحد» (باللغة الإنجليزية).